# ورزشگاه آرتو تولسا آرنا
ورزشگاه آرتو تولسا آرنا (فنلاندی: Arto Tolsa Areena) یک ورزشگاه فوتبال در شهر کوتکا، فنلاند است.
این ورزشگاه که در سال ۱۹۵۲ تأسیس شده یکی از ورزشگاه‌های میزبان مسابقات فوتبال بازی‌های المپیک تابستانی ۱۹۵۲ بوده‌است.